# Mono (mixtape)
Mono (estilizado como mono.) é a segunda mixtape do rapper sul-coreano RM. Foi lançada em 23 de outubro de 2018, pela Big Hit Entertainment. Possui sete músicas e foi acompanhada por um videoclipe animado para a faixa final, "Forever Rain". RM chamou Mono de playlist, enquanto outras publicações se referiram a ela como uma mixtape. Possui músicas cantadas e com rap em coreano e inglês. Apesar de ser disponibilizada gratuitamente, em plataformas como no SoundCloud, Mono alcançou o topo da parada de álbuns no iTunes de 123 países, tornando-se o álbum com a maior quantidade de números um na história da plataforma.

## Desenvolvimento e lançamento
RM primeiro falou sobre a mixtape e confirmou sua produção em março de 2018, postando um clipe de uma música sem nome na conta do Twitter do BTS. Em junho de 2018, a dupla britânica Honne disse em uma entrevista que eles possivelmente estariam trabalhando em música com RM. Inicialmente, eles se interessaram em colaborar com RM depois de descobrirem que ele era fã de sua música, e depois de conhecê-lo em Seul depois de se apresentarem lá.
A mixtape em si foi anunciada em 20 de outubro de 2018, juntamente com sua lista de músicas, capa do álbum e data de lançamento, através da página da Big Hit Entertainment no Twitter. A lista de músicas foi mais tarde compartilhada pelo próprio RM, com Mono sendo descrita como "playlist" em vez de uma mixtape tradicional. Inclui uma músicas produzida pelo duo Honne, bem como uma músicas com participação da banda sul-coreana de indie rock Nell e uma música com o cantor eAeon. Mono é a segunda mixtape de RM, após o lançamento de sua mixtape auto-intitulada de 2015, e é a primeira de suas mixtapes a ser lançada comercialmente.

## Recepção da crítica
| Críticas profissionais | Críticas profissionais |
| Avaliações da crítica  | Avaliações da crítica  |
| Fonte                  | Avaliação              |
| ---------------------- | ---------------------- |
| NME                    | [ 13 ]                 |

A MTV chamou a mixtape de "partes iguais que são melancólicas e cansadas, e o tema da solidão é constante por toda parte", e disse que RM coloca "suas profundas inseguranças em músicas como 'Tokyo' e 'Seoul'". A revista Vulture afirmou: "essas músicas são uma terapia gratuita que seu corpo, alma e conta bancária coletivamente exigem para facilitar o inferno que esta semana inevitavelmente trará", também dizendo que Mono "soa como se você tomasse um banho morno: limpeza, e com uma quantidade certa de vapor, se torna um calmante ao corpo". A Vulture também notou que a mixtape contém "o mais lento dos bangers" e "bops mal-humorados", com RM sussurrando em "Forever Rain". A Billboard notou que a mixtape é mais introspectiva do que a primeira mixtape de RM, rotulando "Moonchild" como uma "suave música bilingue de R&B", "Badbye" como "triste" e "Uhgood" como "melancólica".
Brandy Robidoux da Hollywood Life chamou "Forever Rain" de uma de suas músicas mais honestas, com letras, tipo: "Quando chove sinto que tenho um amigo / Que segue batendo em minha janela e perguntam se estou indo bem / E eu respondo – Que ainda sou um refém da vida / Eu vivo, não porque não consigo morrer / Mas porque ainda estou preso em algo". Tamar Herman da Billboard chamou "Moonchild" de uma música de hip hop que reflete sobre a dor da existência e dos confortos encontrados no luar. A CelebMix descreveu a mixtape como: "A crescente sensibilidade de um indivíduo chamado Namjoon é claramente visível, que faz uma brilhante playlist do nosso tempo".

## Elogios
| Publicação | Lista                                                        | Trabalho         | Classificação | Ref.   |
| ---------- | ------------------------------------------------------------ | ---------------- | ------------- | ------ |
| Billboard  | Os 20 Melhores Álbuns de K-pop de 2018: Escolha dos Críticos | Mono             | 6             | [ 18 ] |
| MTV        | As 18 Melhores B-sides do K-pop de 2018                      | "Everythinggoes" | 18            | [ 19 ] |
| SBS        | Top 100 Canções Pop Asiáticas de 2018                        | "Seoul"          | 71            | [ 20 ] |
| Thrillist  | Os Melhores Videoclipes de 2018                              | "Forever Rain"   | 48            | [ 21 ] |

## Videoclipes
"Forever Rain" começa com uma sensação de cansaço e solidão, com letras conscientes como "Eu queria que chovesse o dia todo / Porque assim as pessoas não olhariam pra mim / Porque o guarda-chuva cobriria meu rosto triste / Porque na chuva as pessoas estão ocupadas cuidando de si mesmas." É um vídeo animado dirigido por Choi Jaehoon, que também atuou como diretor de criação. Os supervisores de animação foram Lee Jinhee e PD Gim Boseong, enquanto a edição foi feita por Lee Jonhoon. Os animadores do videoclipe foram Gim Boseong, Kim Bom, Kim Jihwan, Shin Dohyun, Ahn Jaeyoon, Yoon Jongha, Yoon Juri, Lee Jinhee, Jeon Soeun, Jeong Dawoon, Jeong Jimin e Hyun Yujeong.
A música "Seoul" é um vídeo lírico, mostrando vários lugares famosos localizados em Seul, como o Rio Han, Riacho Cheonggyecheon, e Ilha Seonyudo. O video mostra uma breve imagem de RM sentado em um carro do lado de fora de uma loja de conveniência e inclui uma breve conversa telefônica onde ele descreve seus planos de sair. "Seoul" foi dirigido por Choi Yongseok, da Lumpens, com os diretores assistentes Guzza, Park Hyejeong e Jeong Minje, também da Lumpens. Nam Hyunwoo da GDW atuou como diretor de fotografia e Min Joonki da Sunshine Underground é creditado na composição.
No vídeo de "Moonchild", letras como "Você diz que quer morrer, mas vive muito mais / Você diz que quer se soltar, mas coloca outro peso em você / Se você pensar: Não pense em nada. Já é um pensamento em si, você sabe" são mostradas através de uma tela cheia de luzes brilhantes, pixelização e gráficos brilhantes. Tamar Herman da Billboard afirmou que parecia que o videoclipe estava "oferecendo uma sensação de consolo provocativo, com a figura de RM visível em alguns pontos". O videoclipe também foi dirigido por Choi Yongseok, da Lumpens, com os diretores assistentes Guzza, Park Hyejeong e Jeong Minje, também da Lumpens. Nam Hyunwoo da GDW atuou como diretor de fotografia e Min Joonki da Sunshine Underground é creditado na composição. O gerente de construção era E Hyun Joon.

## Lista de faixas
Todos os créditos adaptados são dos downloads digitais da mixtape, lançada pela Big Hit Entertainment, com citações adicionais do SoundCloud e Spotify.
| N.º            | Título                                       | Compositor(es)      | Produtor(es)            | Duração |  |
| 1.             | "Tokyo"                                      | RM Supreme Boi      | Supreme Boi             | 3:28    |  |
| 2.             | "Seoul"                                      | RM Honne            | Honne                   | 4:35    |  |
| 3.             | "Moonchild"                                  | RM Hiss Noise       | RM Hiss Noise           | 3:25    |  |
| 4.             | "Badbye" (com part. de eAeon)                | RM El Capitxn       | RM El Capitxn           | 1:52    |  |
| 5.             | "Uhgood" (어긋)                              | RM Sam Klempner     | Sam Klempner El Capitxn | 3:14    |  |
| 6.             | "Everythingoes" (지나가) (com part. de Nell) | RM Kim Jong-wan     | RM Kim Jong-wan         | 3:42    |  |
| 7.             | "Forever Rain"                               | RM Hiss Noise Adora | RM Hiss Noise Adora     | 4:31    |  |
| Duração total: | Duração total:                               | Duração total:      | Duração total:          | 24:47   |  |

## Créditos
Todos os créditos são adaptados do download digital da mixtape, lançada pela Big Hit Entertainment. Com créditos adicionais do SoundCloud.

### Músicos
- RM – vocais principais (todas as músicas), assobio (música 1), teclado (músicas 3, 4, e 7), sintetizador (músicas 3 e 4)
- eAeon – vocais principais (música 4)
- JW – vocais em destaque (música 6)
- Honne – teclado, sintetizador, vocais de fundo (música 2)
- Supreme Boi – sintetizador (música 1)
- Hiss noise – teclado (música 3), sintetizador (músicas 3 e 7)
- El Capitan – sintetizador, teclado (música 4)
- Lee Taewook – guitarra (músicas 4 e 7)
- Sam Klempner – teclado, sintetizador (música 5)
- Kim Jongwan – teclado, sintetizador, guitarra (música 6)
- Lee Jaekyung – guitarra (música 6)
- Lee Junghoon – baixo (música 6)
- Jung Jaewon – bateria (música 6)
- Adora – teclado, sintetizador (música 7)

### Produção
- RM – produção executiva, composição
- Pdogg – co-produção
- Hiss noise – co-produção
- Supreme Boi – produção (música 1)
- Honne – produção (música 2)
- El Capitan – produção (música 4), produção adicional (música 5)
- Sam Klempner – produção (música 5)
- JW – produção (música 6)
- Adora – produção (música 7)

### Técnico
- RM @ Rkive – arranjo do rap e do vocal, engenheiro de gravação (todas as músicas)
- Yang Ga @ Big Hit Studio – engenheiro de mixagem (músicas 1 e 4)
- Ken Lewis – engenheiro de mixagem (músicas 2, 3, 5, e 7)
- Kim Jong Wan @ Koko Sound Studio – engenheiro de mixagem (música 6)
- Dr. Ko @ Koko Sound Studio – engenheiro de mixagem (música 6)

## Tabelas musicais

### Tabelas semanais
| Tabelas musicais (2018)                                 | Melhor posição |
| ------------------------------------------------------- | -------------- |
| Austrália (ARIA)                                        | 36             |
| Canadá (Billboard)                                      | 22             |
| Chéquia (ČNS IFPI)[carece de fontes?]                   | 31             |
| Espanha (PROMUSICAE)                                    | 19             |
| Escócia (OCC)                                           | 21             |
| Estados Unidos (Billboard 200)                          | 26             |
| Estados Unidos - World Albums (Billboard)               | 2              |
| Estónia (Eesti Ekspress)                                | 2              |
| França (SNEP)                                           | 115            |
| Hungria (MAHASZ)                                        | 38             |
| Irlanda (IRMA)                                          | 37             |
| Itália (FIMI)                                           | 51             |
| Japão - Hot Albums (Billboard Japan)[carece de fontes?] | 10             |
| Lituânia (AGATA)[carece de fontes?]                     | 3              |
| Noruega (VG-lista)                                      | 17             |
| Países Baixos (Album Top 100)                           | 29             |
| Suécia (Sverigetopplistan)                              | 28             |
| Suíça (Schweizer Hitparade)                             | 20             |

| Tabelas musicais (2022)                                 | Melhor posição |
| ------------------------------------------------------- | -------------- |
| Japão - Digital Albums (Oricon)                         | 17             |
| Japão - Hot Albums (Billboard Japan)[carece de fontes?] | 41             |

### Tabelas de fim de ano
| Tabelas musicais (2018)                   | Melhor posição |
| ----------------------------------------- | -------------- |
| Estados Unidos - World Albums (Billboard) | 9              |

## Histórico de lançamento
| Região | Data                  | Formato                    | Gravadora             |
| ------ | --------------------- | -------------------------- | --------------------- |
| Várias | 23 de outubro de 2018 | Streaming Download digital | Big Hit Entertainment |